# Jørn Lund (cykelrytter)
 Der er flere personer med dette navn, se Jørn Lund.
Jørn Lund (født 26. august 1944) er en tidligere dansk amatørcykelrytter.
Hans bedste resultater er en sølvmedalje ved VM i 100 km holdløb på landevej i 1969 (sammen med Leif Mortensen, Jørgen Emil Hansen og Mogens Frey samt en bronzemedalje ved OL i Montreal i 1976 i holdløb på landevej (sammen med Jørgen Emil Hansen, Gert Frank og Verner Blaudzun.
Han blev dansk mester i 1974 i Holdforfølgelsesløb på bane sammen med Niels Fredborg, Gunnar Asmussen og Jan F. Petersen.